# Riuttasaari (ö i Södra Savolax, S:t Michel, lat 61,93, long 27,16)
Riuttasaari är en ö i Finland. Den ligger i sjön Kyyvesi och i kommunen Sankt Michel i den ekonomiska regionen  S:t Michel och landskapet Södra Savolax, i den södra delen av landet, 230 km nordost om huvudstaden Helsingfors. Öns area är 14,3 hektar och dess största längd är 0,9 kilometer i sydöst-nordvästlig riktning.